# 機動戰士GUNDAM F91 Formula戰記0122
《機動戰士GUNDAMF91 Formula戰記0122》（日语：機動戦士ガンダムF91 フォーミュラー戦記0122）是GUNDAM遊戲系列作品以電子遊戲形式在超級任天堂（SFC）推出，在1991年7月6日發售。之後由岩村俊哉在講談社連載漫畫版。

## 故事背景
U.C.0122年，2年前在火星戰役中毀滅的火星獨立自護軍再次在1年前重新整備武裝戰力，以亡靈姿態返回地球圈。地球聯邦軍收到消息後立即編成反地球聯邦組織掃蕩部隊，命令掃討殘黨和在各宇宙殖民地調查。當中第13反地球連邦組織討伐艦隊從運送中接收到高達F90後執行掃蕩殘黨的任務，從SIDE 4出發。

## 作品解說
本故事是連接漫畫《機動戰士GUNDAM F90》和電影《機動戰士GUNDAM F91》之間的故事，把U.C.0122年作為舞台。身為主角機高達F91和作為高達F91的前身高達F90 V型都同時登場，並作為機動戰士GUNDAM F91的前半段故事色彩的內容配合。
GUNDAM系列作品中首次以原創遊戲故事作品也即是本作品，以機械設定是大河原邦男負責，人物設定由《機動戰士GUNDAM0083 STARDUST MEMORY》、《機動戰士GUNDAM 第08MS小隊》的川元利浩擔任，背景音樂由富樫則彦擔當。
同時，遊戲的發售期間在講談社的「高達雜誌」連載。

## 遊戲介紹
本故事有12個關卡只要在各關敵人的全滅，每關我方敵方的配置隨機在地圖上，當中遊戲沒有故事分歧。初期機體選擇只有高達F90 A型和高達F90 D型的2種選擇，但去到ACT.06會追加高達F90 V型，ACT.09追加選擇高達F91。
當敵我在版圖上相遇會發生戰鬥畫面，在畫面右下側有雷達顯示，雷達顯示的紅點移動代表敵人移動，如果把敵人捕捉到V型範圍（按L、R鍵來轉方向）會稱作玩家機體能夠攻擊範圍裡會變成攻擊可能，在畫面左下側顯示機體利用十字鍵按鈕操作進行轉換武器攻擊（敵機被攻擊會在畫面右下側雷達顯示機體顏色以「白→黃→紅」的順序表示損壞的程度），前提要把敵人捕捉到V型範圍裡。當然敵人也能夠攻擊，只要在V型範圍捕捉前被敵人鎖上攻擊。當中敵軍小隊有隊長機體存在，先擊落隊長機體小隊指揮能力下降，會大幅降低隊員機體的命中率和回避率，隊長機體在雷達上會顯示大紅點。在武器方面，有效射程存在（分成近距離武器、中距離武器和遠距離武器）會提升命中率（實彈兵器命中率高，但有彈數限制。光束兵器彈數無限，但是命中率低），所以選擇適當的武器是必要，還有使用其他武器是根據往後的劇情追加。
本遊戲勝利條件：
- 敵人機體全滅

敵人會顯示一格機體在版圖上，但一格機體會由最多4架機體組成一個小隊（不論敵我方，而且敵機每一部都有編號），當全部擊落敵人就會從版圖上消失，只要在各關卡的版圖上消滅所有敵軍機體就代表勝利。
本遊戲有4種失敗條件：
- 玩家機體被擊落

玩家機體被敵人攻擊會扣掉綠色的血量，當血量到達0時就代表擊落。當返回戰艦機體就會修復機體，如果更換裝備同時會修復。
- 玩家機體漂流

玩家機體在戰鬥中移動會消費橙色的燃料，燃料到達0時就代表行動不能成為漂流，當返回戰艦燃料與血量都會修復同補給燃料和補充彈藥。在ACT.03中在宇宙殖民地內部戰鬥，但內部被敵軍打破一個洞，當燃料到達0時會被吸走也會當漂流處理。
- 同伴機體全滅

同伴機體全滅就代表遊戲結束，由於同伴很弱且不能回復又冒進，玩家經常要與同伴一起作戰。
- 戰艦被擊沉

戰艦被擊沉就代表遊戲結束，戰艦也可以與敵人戰鬥但當被複數的敵人攻擊會很快被擊沉。

## 遊戲關卡
宇宙編  	
- ACT.01 啟動F90
- ACT.02 拉格朗日點
- ACT.03 宇宙殖民星科隆
- ACT.04 重力底下

地上編 	        
- ACT.05 沙漠風暴
- ACT.06 太平洋防衛戰 (配樂同ACT.02)
- ACT.07 雪山中 (配樂同ACT.01)
- ACT.08 向宇宙… (配樂同ACT.05)

宇宙編2 	
- ACT.09 查爾斯艦隊全滅 (配樂同ACT.02)
- ACT.10 死亡先鋒 (配樂同ACT.03)
- ACT.11 暴風雨的開端 (配樂同ACT.05)
- ACT.12 永遠的黑暗中

## 登場機體

### 地球連邦軍
- F90 高達F90
  - F90A 高達F90 A型
  - F90D 高達F90 D型
  - F90H 高達F90 H型
  - F90P 高達F90 P型
  - F90V 高達F90 V型
- F91 高達F91
- RGM-89 積根
- RGM-109 希比根
- F71 G大炮

### OM軍
- OMS-06RF RF渣古
  - OMS-06RF RF渣古 (指揮官用)
- OMS-07RF RF老虎
- OMS-09RF RF大魔
- OMS-09DRF RF沙漠型大魔
- OMS-09SRF RF寒冷型大魔
- OMS-14RF RF格魯古古
  - OMS-14RF RF格魯古古 (指揮官用)
  - OMS-14RF RF格魯古古
  - OMS-14SRF 查尔斯专用格魯古古

是火星独立吉翁军地球侵略部队的领导者查尔斯·罗切斯特驾驶的格魯古古，引入了十字先鋒军的最新基础，在机体各部增设了大量推进器，因此其外型风格与RF勇士区别较大，同时还在肩甲部位装备了光束盾牌。
- OMSM-07RF RF魔蟹

### 十字先鋒
- XM-01 迪南·佐恩
- XM-04 貝爾格·達拉斯

## 漫畫版
本遊戲的短篇漫畫版，岩村俊哉在講談社的鋼彈雜誌分前後兩篇連載，遊戲和漫畫機動戰士GUNDAM F90的設定有部份採用，如高達F90 H型，2006年收錄在高達雜誌名作集中，另一本漫畫版作者井上大助在講談社連載不過沒有單行本。

## 其他
高達F90 H型、高達F90 M型和古蘭查姆在本作品設定中的機體，不過在遊戲上實際完全沒有登場。
根據高達F91的「F」設定上為「formula計劃」的省略，不過遊戲的標題為「formula—（フォーミュラー）」。問題是《F90》和《F91》同當初開發是「formula（フォーミュラ）」還是「formula—（フォーミュラー）」有一定曖昧的問題。
本遊戲廣告旁白是由機動戰士GUNDAM中角色夏亞·阿茲納布爾的聲優池田秀一擔任。

## 相關作品
- 機動戰士GUNDAM F90
- 機動戰士GUNDAM F91